# Jindřich Hybler
Jindřich Hybler (31. prosince 1891 Semily – 2. února 1966 Praha) byl český sbormistr a hudební skladatel.

## Život
Nejprve studoval na soukromé varhanní škole A. J. Černého v Praze. Vystudoval hudební vědu na Karlově univerzitě. Ve skladbě byl jeho učitelem Josef Bohuslav Foerster. Vzniklo mezi nimi hluboké přátelství a Hybler se později stal jeho osobním tajemníkem a jednatelem Foersterovy společnosti.
Již během studiích působil v několika hudebních tělesech jako hráč na violu. Byl sbormistrem Akademického pěveckého sboru a dirigentem orchestru Hudební jednoty vysokých škol pražských. Spolupracoval při organizování hudebního života na kůru mariánského poutního kostela Navštívení Panny Marie v Bozkově. Od ledna roku 1944 byl ředitelem hudební školy v Semilech, kam dojížděl z Prahy. Po neshodách s komunistickým vedením obce na své místo rezignoval a v padesátých letech byl dokonce vězněn.

## Dílo
Zkomponoval na 50 skladeb. Většinu jeho díla tvoří skladby vokální. Zhudebňoval verše předních českých básníků: Antonína Klášterského, Antonína Sovy, Viktora Dyka, Karla Tomana, či Josefa Václava Sládka. Pozornost věnoval i hudbě chrámové.

### Sbory
- Starosvětské písničky a jiné písně op. 3 (1916)
- Do písně se to krátce dá op. 4
- Čtyři mužské sbory op. 6
- Stromu svobody op. 11
- Podél cesty op. 25
- Dva smíšené sbory op. 28
- Dva ženské sbory op. 34
- Tři mužské sbory op. 37 a 48 (Jan Neruda, 1937)
- Tři ženské sbory op. 38

### Jevištní díla
- Odchod op. 14 (opera)
- Na okraji města op. 18 (melodram)

### Kantáty
- Jitřní zpěv před osvobozením op. 15
- Zpěv země op. 29
- Dedikace op. 31
- Sierra ventana op. 35
- V zemi české (1944, stejný název má vokální symfonie z roku 1954)

### Písně
- Melancholická pouť op. 1
- Tři zpěvy op. 2
- Sluneční hodiny op. 5
- Osamělý večer op. 7
- Genrokuodori op. 22 (na slova japonské poesie)
- Groteskní smutky op. 23
- V kraji, kde je zima op. 30
- Hvězdy nad domovem (čestný diplom ze soutěže ve Vercelli 1957)

### Komorní skladby
- Duo pro housle a violoncello (1926)
- Stezka (klavírní suita, 1927)
- Smyčcový kvartet (1927)
- Duo pro housle a klavír (1929)
- Fantasie pro klavír (1956)